# Uffe Thrugotsen
Uffe Thrugotsen, död 15 eller 16 december 1252, var ärkebiskop i Lunds stift från 1228 till sin död.
Thrugotsen var sannolikt kanik i Lund, när han 1228 valdes till ärkebiskop. Han var betydligt mer nitisk kring kyrkans krav jämfört med företrädaren Anders Sunesen. Inom kort försökte han genomdriva celibatkravet för präster, och stöddes av påvens legat, som kom till Danmark 1230. Prästerna i ärkestiftet gjorde dock kraftigt motstånd mot reglerna. Uffe Thrugotsen fick med påven Gregorius IX samtycke begära hjälp av kungen. De skånska prästerna fick ge vika för kravet 1232.
Valdemar Sejr lät Uffe Thrugotsen kröna den valde kung Erik. Ärkebiskopen lyckades få tillbaka större delen av Bornholm och andra gods, som Valdemar den store hade tagit från ärkestiftet på biskop Eskils tid. Då Valdemar Sejr återfick Estland 1238 utnämnde han en biskop i Tallinn, vilket Uffe Thrugotsen fick finna sig i, men det pågick ständigt en kamp mellan kungen och ärkebiskopen kring vem som skulle tillsätta kyrkliga ämbeten. 
Thrugotsen deltog i mötet på Mön när jylländska lagen kungjordes, och fanns på plats vid kung Valdemars dödsbädd. Under Erik Plogpennings tid som kung rådde ständiga konflikter mellan kungen och kyrkan. Han till och med medverkade till det uppror som skåningarna startade när plogskatten infördes 1249.
Han krönte kung Abel 1250, men konflikten mellan kung och kyrka fortsatte.
Uffe Thrugotsen lämnade stora donationer till Lunds domkyrka, och medverkade till att starta franciskanerkloster i Roskilde 1237 och Lund 1238.